# Lã Đường
Lữ Đường (chữ Hán: 呂唐; 927 - 968), xưng hiệu Lữ Tá công (呂佐公) là một thủ lĩnh thời loạn 12 sứ quân cuối triều nhà Ngô trong lịch sử Việt Nam. Lực lượng của Lữ Tá Đường cát cứ vùng Tế Giang (Văn Giang, Hưng Yên), từng có hoạt động mở rộng địa bàn sang các vùng khác như Đỗ Động Giang (Hà Nội) và Giao Thủy (Nam Định). Trong số các sứ quân, Lữ Tá Đường là vị thủ lĩnh chưa rõ kết cục là hàng phục Đinh Bộ Lĩnh hay bị tiêu diệt sau khi loạn 12 sứ quân chấm dứt, nhà nước Đại Cồ Việt ra đời.

## Xuất Thân
Theo truyền thuyết làng Khoai xưa, tức làng Minh Khai ở xã Như Quỳnh (Hưng Yên) nay là quê hương sứ quân Lữ Đường. Thuở nhỏ ông còn có tên gọi khác là Lữ Tá Phi vốn người cao lớn, thông minh, văn võ song toàn. Ông được sinh ra năm 927, trong một gia đình hào trưởng giàu có, cha ông là Lữ Đại Liệu, nguyên là bộ tướng của sứ quân Trần Lãm và đã lập được nhiều chiến công dưới thời Ngô Quyền. Lớn lên ông kế nghiệp cha lập ấp và cai trị nhân dân khu vực Tế Giang (nay là khu vực các xã phía bắc Hưng Yên). Gặp thời loạn, thế lực của ông nổi lên trở thành một trong những đại diện cát cứ mạnh nhất thời 12 sứ quân.
Làng Khoai nằm cách đình Bến ở xã Văn Giang, nơi được cho là lỵ sở của ông khi xưa khoảng 9 km. Cũng theo truyền thuyết khu vực Tế Giang, trong một lần đánh giặc, ông bị thương ở tay và được một người con gái làng chài cứu chữa vì cảm động mà lấy người đó làm vợ. Bà phu nhân sinh cho ông một con trai tài giỏi, tinh thông võ nghệ, sống hào hiệp, được người dân mến mộ. Lữ Lang sau được Lê Hoàn giao là tướng trấn giữ phòng tuyến bờ Bắc sông Lục Giang trong kháng chiến chống Tống năm 981.

## Thổ Hào Thành Sứ Quân
Cũng giống như sứ quân Nguyễn Siêu ở bên kia sông Hồng và sứ quân Lý Khuê ở phía bắc, Lữ Đường vốn là một thổ hào địa phương ở vùng Tế Giang. Theo cuốn sách Miền quê Văn Giang của tác giả Trần Khắc Cần – Nhà xuất bản Văn Hoá Dân tộc - 2004: Khi giải thích về nguồn gốc huyện Văn Giang thì Tế Giang là tên một con sông. Sông Tế Giang lớn. Khi nước triều lên, càng rộng, nối sông Hồng với sông Thương, Sông Cầu, là đường vận tải thủy chở các sản vật miền xuôi lên vùng núi Bắc Giang, Thái Nguyên và ngược lại. Vào thế kỷ X, nơi đây là vùng đất bùn lầy, quanh co, địa thế hiểm yếu. Khi nhà Ngô suy yếu, không còn khả năng kiểm soát địa phương, Lữ Đường tự chiêu mộ và xây dựng lực lượng cát cứ, dựa vào địa thế hiểm yếu để cố thủ, chờ thời cơ nổi dậy.
Lữ Đường từng tấn công tới lãnh địa sứ quân Đỗ Cảnh Thạc. Truyền thuyết ở khu vực chùa Bối Am, thuộc phạm vi căn cứ Đỗ Động Giang xưa cho biết: Trước kia có một toán quân của Lữ Đường tự Lữ Tá Công, một trong Thập nhị sứ quân, bị quân của sứ quân Đỗ Cảnh Thạc vây hãm trong hang núi và bị chết đói hết cả.
Đầu năm 968, sau khi chiếm lại vùng Bắc Ninh, vốn do các sứ quân Nguyễn Thủ Tiệp và Lý Khuê cát cứ, Vạn Thắng Vương Đinh Bộ Lĩnh chuyển quân về Siêu Loại, cho Đinh Liễn và Nguyễn Bặc đem 3.000 quân tiến đánh quân Lữ Đường. Lã Đường chủ trương tản quân để đánh du kích, đóng giữ chỗ hiểm yếu. Nếu quân Hoa Lư đi đông thì tránh mà đi lẻ là chặn đánh, tiêu hủy vũ khí quân lương, rồi lại bỏ chạy. Nguyễn Bặc bày kế cho quân Hoa Lư tập trung, tập kích quân lương tiếp vận của quân Lữ Đường. Trong vòng 7 ngày, vòng đai phòng thủ bên ngoài của quân Lữ Đường bị tiêu diệt hoàn toàn, Đinh Liễn, Nguyễn Bặc đánh sâu vào trung tâm, bắt được Lữ Đường, chém chết, thu phục hoàn toàn đất Tế Giang.
Theo thần tích đình Thắm, làng Đan Nhiễm, thị trấn Văn Giang thì Lữ Tá Đường bị tướng Chu Công Mẫn đánh bại, Lữ Tá Đường bị chém đầu, thủ cấp bị mang về thành Hoa Lư. Chu Công Mẫn là người làng Đan Nhiễm, nên xưa dân 2 làng Phụng Công và Đan Nhiễm thường có hiềm khích với nhau.
Tuy nhiên, theo thần phả Bùi Quang Dũng ở Thái Bình viết về một tướng nhà Đinh thì Lữ Đường sau hàng phục Đinh Bộ Lĩnh. Lữ Tá công cho quân canh giữ cẩn thận ở các thành quách của mình. Quân Tiên phong của Hoa Lư do Lưu Cơ và Bùi Quang Dũng chỉ huy ào ạt đánh chiếm Xích Đằng. Chỉ nửa canh giờ hơn 3.000 quân của ‘Ngụy Ngô chúa’ như hạt cát trong biển khơi, bị quân Hoa Lư tiêu diệt và bắt sống tức thì. Sẵn khí thế, quân Hoa Lư ‘quay giáo’ tấn công thành Tế Giang. Thấy lực lượng mình không thể ganh đua với quân Hoa Lư được, Lã Đường đã đem gần một vạn quân Tế Giang xin hàng quân của Đinh Bộ Lĩnh. Lữ Đường được Đinh Bộ Lĩnh phong tiếp là Lữ Tá công và cho làm tướng của mình. Khi Bộ Lĩnh tiến đánh Nguyễn Siêu ở Phù Liệt, Lữ Đường đã cùng Lữ Đình Đệ, Lữ Đình Kính, Lữ Đình Độ, Cao Mộc Cận… đem quân đến đánh Thịnh Liệt lập công to với Đinh Bộ Lĩnh.

## Tôn Vinh

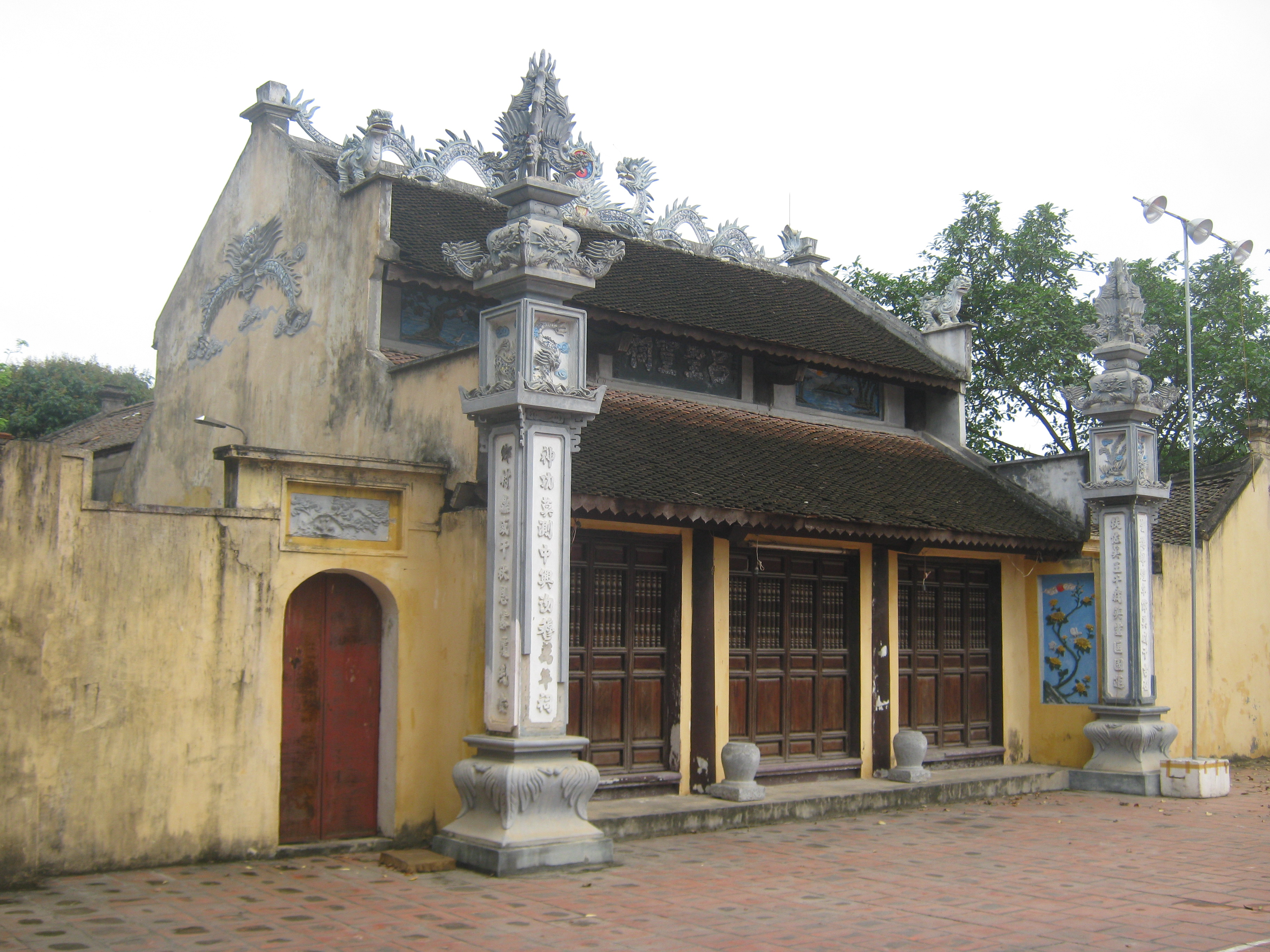
Đình Bến, Phụng Công, Văn Giang, Hưng Yên

Do có công cai quản và lập ấp ở địa phương, Lữ Tá Đường được lập đền thờ ở đình Bến, xã Phụng Công, Hưng Yên. Người Phụng Công thường gọi chệch từ "đường" thành "đàng" để khỏi phạm húy và khi cúng thành hoàng làng thường có con heo không có đầu do sự tích ông bị chém đầu. Gần đình Bến có gò Nghè cũng là nơi thờ Lữ Đường. Tương truyền, xưa có một bà lão ngồi bán nước trước lối mòn đi vào vùng lau sậy. Một buổi chiều bà giật mình nhìn thấy một người chạy trên lưng ngựa đầy máu. Bà lão nhìn thương cảm nói: "Người như thế này mà sống được có là người trời". Ông đáp: "Thần thì không biết được đâu", rồi ngã xuống đất và hóa. Bà lão thương cảm chôn ông gần gốc duối già, sau đó vùng đất ấy cứ cao dần. Sau này người dân lập miếu thờ đặt là miếu Thánh Lữ.
Lữ Tá Đường cũng được thờ tại đền Thượng, khu Mỹ Hà, phường Đông A, Ninh Bình nhưng thần tích ở đền thì lại cho biết ông là sứ quân quy hàng Đinh Bộ Lĩnh và được vua ban ruộng đất ở đây cho dân thờ phụng. Rất có thể, Lữ Đường đã về lập ấp ở đây trước khi bị Đinh Bộ Lĩnh đánh dẹp ở Tế Giang.
Các di tích miếu Bản Thổ và đình Cự Chính ở Hà Nội cũng thờ Lữ Tá Đường cùng với cha ông là Lữ Đại Liệu. Theo thần tích, Lữ Đại Liệu cha ông vốn là người võ nghệ siêu quần, được mệnh danh là đại đô vật, hô phong hoán vũ và là bộ tướng thứ 7 của Trần Lãm dưới thời Ngô Vương, có công đánh đuổi giặc Nam Hán.
Đình làng Phi Liệt là di tích lịch sử văn hóa tiêu biểu trên địa bàn ở khu Liên Nghĩa, xã Văn Giang. Nằm cách đình Bến 5 km, đình Phi Liệt cũng thờ tướng quân Lữ Đường. Tương truyền, sau khi Lữ Đường mất, Vua Đinh Tiên Hoàng đã cho phép dân làng lập đền thờ và tôn là Thạch Lữ tướng quân. Gần làng Phi Liệt là làng Phù Liệt thuộc xã Thắng Lợi, nơi thờ 5 vị đại vương có công phù giúp Đinh Bộ Lĩnh dẹp sứ quân Lữ Đường. Vua Đinh Tiên Hoàng đã cho đổi tên làng Gềnh thành làng Phù Liệt với ý nghĩa là làng phù quốc giúp vua và chiến đấu oanh liệt với các sứ quân còn làng ủng hộ sứ quân Lữ Đường đã được gọi là làng Phi Liệt.